# Cristalina
Cristalina é um município brasileiro do estado de Goiás, situado no Planalto Central do Brasil à 1.250 metros de altitude em relação ao nível do mar. O município faz parte da Região Metropolitana do Entorno do Distrito Federal (RME). Sua população em 2022 era de 62.249 habitantes, segundo o IBGE.

## Geografia
Cristalina está a 47°36’ de longitude Oeste (W) e a 16°45’ de Sul (S). Localiza-se no Leste Goiano, na região do Entorno do Distrito Federal, integrando também a Região Metropolitana do Entorno do Distrito Federal (RME), no chamado Planalto Central. Possui uma área de 6.340 quilômetros quadrados.

### Clima
O clima de Cristalina é considerado tropical com estação seca (tipo Aw segundo Köppen), tendo verões mais suaves que o resto do estado e invernos relativamente amenos, com diminuição de chuvas. É considerado um município frio, se comparada com outros municípios goianos. A estação das chuvas vai outubro a abril e, de maio a setembro, ocorre a estação seca, com pluviometria média anual de 1 400 milímetros (mm). Devido à altitude, venta muito no município.
Segundo dados da estação automática do Instituto Nacional de Meteorologia (INMET), em operação desde dezembro de 2007, a menor temperatura registrada em Cristalina ocorreu na manhã de 19 de maio de 2022, com mínima de 4 °C, enquanto a maior atingiu 35,9 °C em 9 de outubro de 2020. O recorde de precipitação em 24 horas é de 129,2 mm em 16 de outubro de 2011, seguido por 120,8 mm em 27 de novembro de 2016.
Outros acumulados iguais ou superiores a 100 mm foram: 105,2 mm em 5 de outubro de 2011, 102,8 mm em 9 de novembro de 2018 e 101,2 mm em 23 de dezembro de 2007. A maior rajada de vento foi registrada na manhã do dia 30 de dezembro de 2017, chegando a 25 m/s (90 km/h). O índice mais crítico de umidade relativa do ar (URA) ocorreu nas tarde do dia 20 de julho de 2021, de apenas 9%.
| Dados climatológicos para Cristalina                         | Dados climatológicos para Cristalina | Dados climatológicos para Cristalina | Dados climatológicos para Cristalina | Dados climatológicos para Cristalina | Dados climatológicos para Cristalina | Dados climatológicos para Cristalina | Dados climatológicos para Cristalina | Dados climatológicos para Cristalina | Dados climatológicos para Cristalina | Dados climatológicos para Cristalina | Dados climatológicos para Cristalina | Dados climatológicos para Cristalina | Dados climatológicos para Cristalina |
| Mês                                                          | Jan                                  | Fev                                  | Mar                                  | Abr                                  | Mai                                  | Jun                                  | Jul                                  | Ago                                  | Set                                  | Out                                  | Nov                                  | Dez                                  | Ano                                  |
| ------------------------------------------------------------ | ------------------------------------ | ------------------------------------ | ------------------------------------ | ------------------------------------ | ------------------------------------ | ------------------------------------ | ------------------------------------ | ------------------------------------ | ------------------------------------ | ------------------------------------ | ------------------------------------ | ------------------------------------ | ------------------------------------ |
| Temperatura máxima recorde (°C)                              | 32,1                                 | 32,8                                 | 31,1                                 | 31,7                                 | 30,4                                 | 29,2                                 | 29,8                                 | 32,6                                 | 34,9                                 | 35,9                                 | 34,1                                 | 32,1                                 | 35,9                                 |
| Temperatura mínima recorde (°C)                              | 15,5                                 | 14,5                                 | 15                                   | 11,7                                 | 4                                    | 6,7                                  | 7,4                                  | 7,5                                  | 10,8                                 | 11,9                                 | 13,2                                 | 14,5                                 | 4                                    |
| Fontes: INMET (recordes de temperatura: 13/12/2007-presente) |                                      |                                      |                                      |                                      |                                      |                                      |                                      |                                      |                                      |                                      |                                      |                                      |                                      |

### Indicadores socioeconômicos
PIB municipal (2016)R$ 2.300.098,30
Composição do PIB (2016)
- Agropecuária: R$ 894.719,63
- Serviços: R$ 708.411,45
- Indústria: R$ 281.520,96
- Impostos: R$ 224.998,29.

### Industrialização
Após 30 anos do início da agricultura em massa aportar no município, quatro empresas agroindustriais foram instaladas em Cristalina, gerando mais emprego e renda à população:

## Meios de comunicação

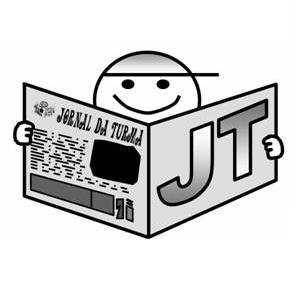

A população de Cristalina conta com alguns meios de comunicação em massa, atualmente no município está em operação os seguintes veículos de comunicação:
Rádios
- Rádio Comunitária Líder FM 87.9 MHz;
- Rádio Comunitária FM 87.9 MHz (Distrito de Campos Lindos);
- Rádio Serra dos Cristais FM 89.3 MHz;
- Rádio Serra Dourada FM 95.7 MHz;

Televisão
Em Cristalina existem apenas quatro canais de televisão que operam como retransmissoras das principais redes do país. Vale destacar que no dia 26 de outubro de 2016 ocorreu o desligamento do sinal analógico no município, restando a partir de então somente os canais digitais. Segundo o Plano Básico de Distribuição de Canais do Ministério das Comunicações, em Cristalina estão autorizados a operar os seguintes canais como retransmissores:
- 5.1 (20) - TV Serra Dourada (SBT);
- 8.1 (22) - TV Record Brasília (Record);
- 9.1 (30) - TV Anhanguera de Luziânia (Globo)
- 36.1 (26) - TV Goiânia (Band) – Em implantação;

## Galeria de fotos

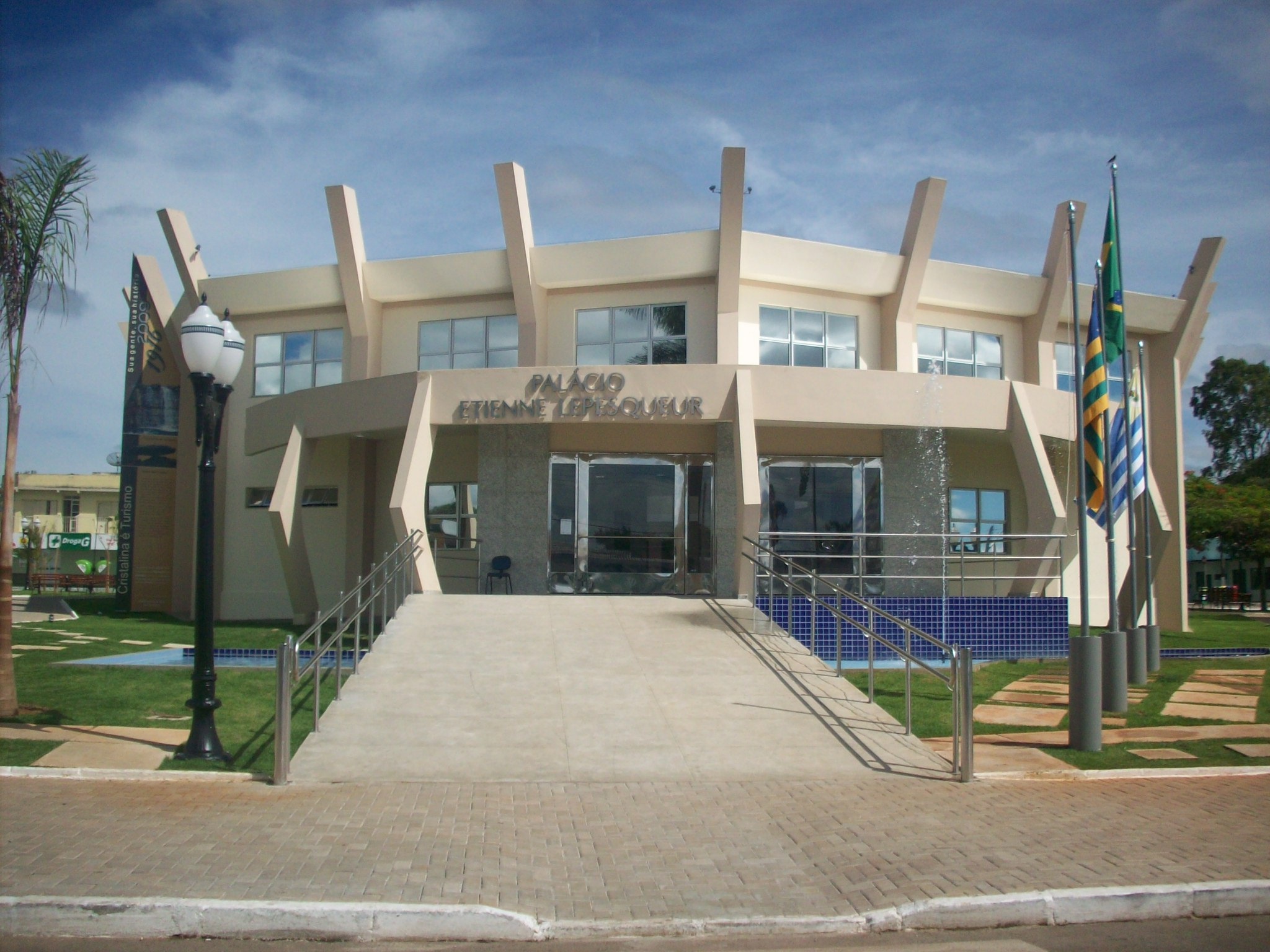
Entrada principal prefeitura de Cristalina
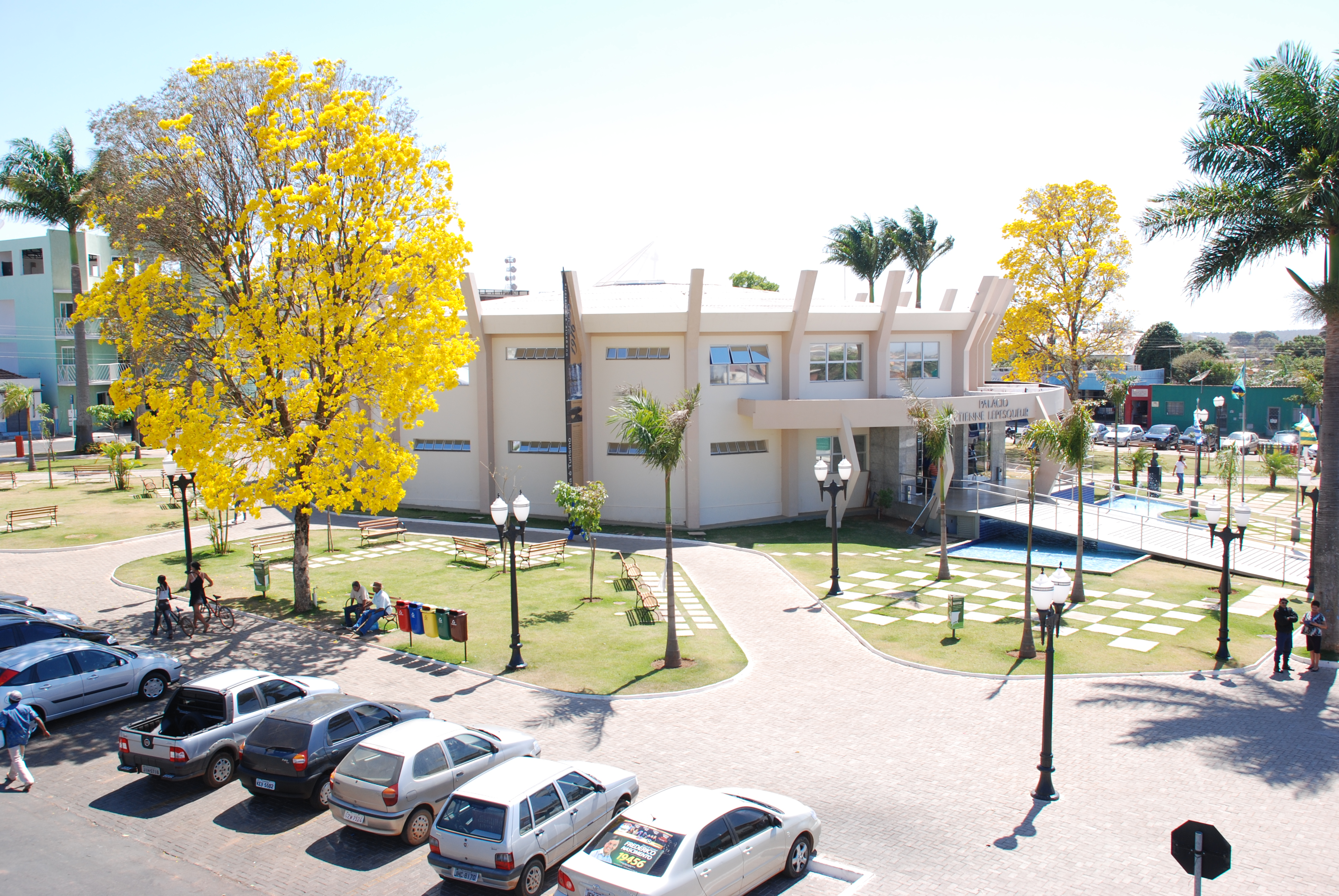
Ipês floridos.
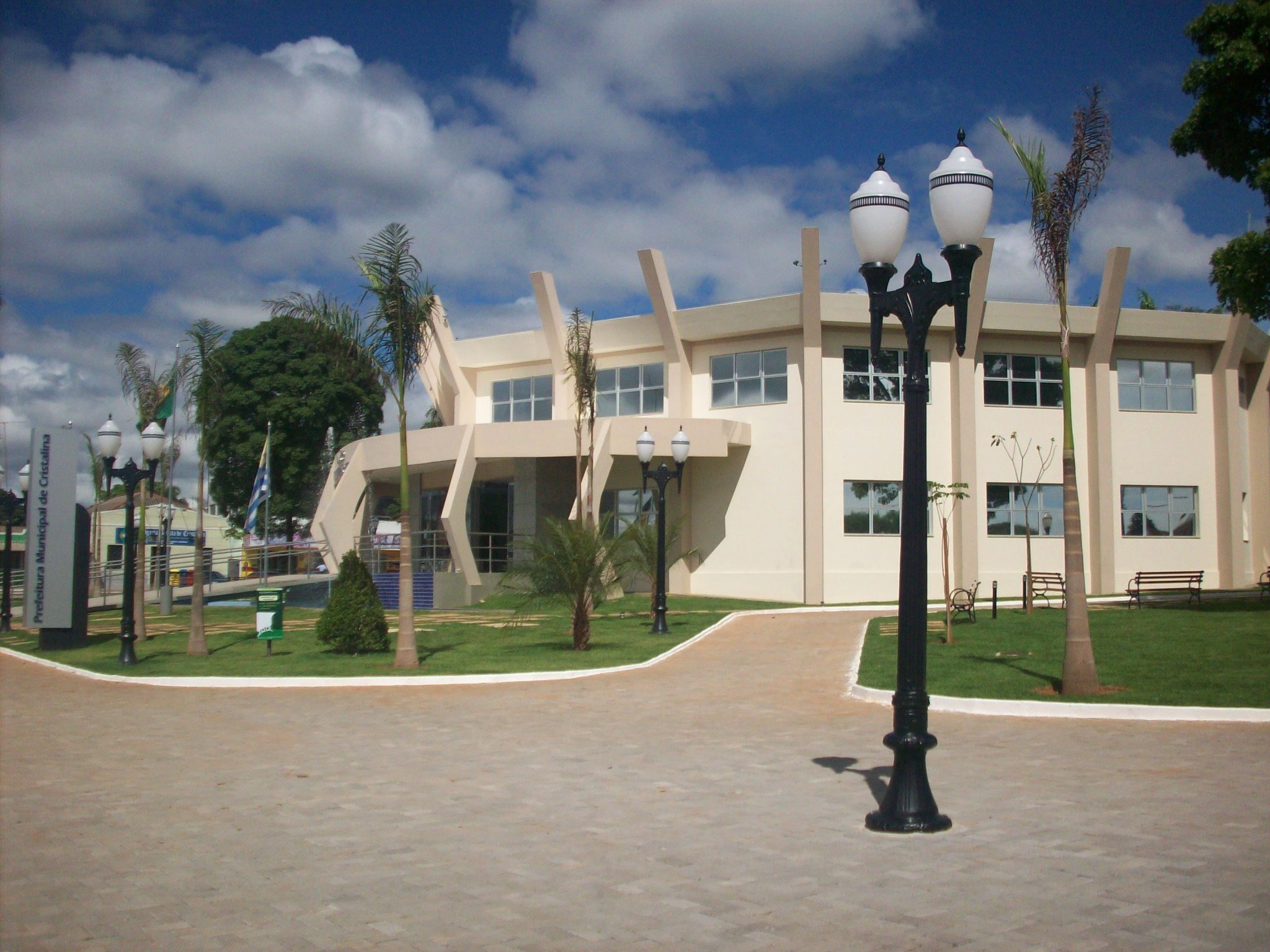
Vista lateral prefeitura